# Heinrich Beck (Verleger, 1889)
Carl Heinrich Beck (* 28. Februar 1889 in Nördlingen; † 25. April 1973 in München) war ein deutscher Verleger. Er war Inhaber der C. H. Beck’schen Verlagsbuchhandlung in München.

## Leben
Heinrich Beck war der Sohn des Geheimen Kommerzienrates und Verlagsbuchhändlers Oscar Beck und dessen Ehefrau Hedwig, geborene Burger. Sein Urgroßvater Carl Gottlob Beck war 1763 der Verlagsgründer. Im Jahr seiner Geburt 1889 verlegte sein Vater den Verlag von Nördlingen nach München, so dass Heinrich Beck in der Hauptstadt Bayerns aufwuchs und hier das Humanistische Gymnasium besuchte. Anschließend studierte Heinrich Beck an der Universität München und setzte später seine Studien in Paris, Berlin und Leipzig fort.
Von 1914 bis 1918 nahm Heinrich Beck am Ersten Weltkrieg teil. Nach seiner Rückkehr aus dem Feld als Oberleutnant der Reserve wurde er am 22. Dezember 1919 Teilhaber und am 22. Januar 1924 Alleininhaber der väterlichen Firma. 1924 promovierte er an der Universität München zum Dr. phil. Das Thema seiner Dissertation lautete: Die Volksbildung bei Ernst Moritz Arndt.
Am 12. Dezember 1933 erwarb Heinrich Beck die Rechte an allen Werken des Verlages von Otto Liebmann. Dadurch konnte Beck den juristischen Zweig seines Verlages wesentlich ausbauen. 1934 eröffnete Heinrich Beck in der Reichshauptstadt Berlin eine zweite Niederlassung des Verlags, die bis zum Jahre 1967 dort bestand. Nach Ende des Zweiten Weltkrieges wurde auch in Frankfurt am Main eine Verlagsniederlassung eröffnet.
Am 25. Mai 1937 beantragte Heinrich Beck die Aufnahme in die NSDAP und wurde rückwirkend zum 1. Mai desselben Jahres aufgenommen (Mitgliedsnummer 4.126.311). Später begründete er diesen Schritt damit, „den angestammten Verlag am Leben zu erhalten“.

## Familie
Heinrich Beck heiratete 1929 Eva Maria, die Tochter des Ministerialdirektors Ernst von Müller aus München. Seine Söhne und Nachfolger waren Wolfgang Beck und Hans Dieter Beck.

## Ehrungen
- 1964 Bayerischer Verdienstorden
- Ehrendoktorwürden (Dr. phil. h. c. und Dr. jur. h. c.)

## Schriften (Auswahl)
- Die Volksbildung bei Ernst Moritz Arndt, Nürnberg: Sebaldus-Verlag, 1924.
- (mit anderen Autoren): Die Rupprecht-Presse hat in ihren fünfunddreißig bereits erschienenen Drucken, München, 1926.
- Drei Reden. Festgabe zum 80. Geburtstag von Heinrich Beck Dr. phil., Dr. jur. h.c., Dr. phil. h.c., überreicht von den Mitarbeitern der C. H. Beckschen Verlagsbuchhandlund und des Biederstein Verlalgs am 28. Februar 1969 in München, München, 1969.